# 김중종
김중종(金中鐘, 1926년 음력 4월 2일(5월 3일) ~ 2009년 10월 20일)은 대한민국의 비전향 장기수이다. 다른 이름은 김탁(金鐸)이다.

## 생애
경상북도 안동 출신이다. 대구사범대학을 거쳐 경북대학교에서 수학하다가, 대한민국의 단독 정부 수립을 반대하는 좌익 운동에 뛰어들어 1946년 지명수배되면서 중퇴했다. 남로당에 입당하여 지하활동을 하던 중 한국 전쟁이 발발하자 곧바로 조선인민군에 입대하여 참전한 끝에 월북했다.
1952년 법률학교를 수료하고 평남경찰서 등에서 검사로 일했으며, 특히 1953년부터 평양에서 열린 박헌영 리승엽 간첩 사건 때 재판을 참관하여 목격한 바를 증언했다. 남로당 거물급 간부인 피고인들을 대상으로 한 최고재판소의 간첩 규정과 중형 판결을 그대로 수용하는 김중종의 증언은 이 사건의 성격을 대상으로 한 조선민주주의인민공화국의 공식 시각을 대변하며, 재판을 직접 목격한 사람이라는 점에서 대한민국에서도 중요하게 받아들여졌다.
1961년에 공작원으로 남파되었다가 체포되어 1989년까지 29년간 복역하면서 전향을 거부하여 비전향 장기수가 되었다. 간첩미수죄로 형무소에서 15년, 비전향을 이유로 보안감호소에서 14년을 보냈다.
김중종이 남파된 1961년에는 김중종과 동향이면서 같은 남로당원이기도 했던 북한 고위급 인사 황태성이 서울에 왔다가 5·16 군사 정변 주도 세력에게 사형당하는 일이 있었다. 김중종은 이때 서울형무소에서 수감 중 황태성을 만나 그 사람이 당시 집권 세력의 2인자였던 김종필과 면담했다는 사실을 전해듣고 나중에 증언하기도 했다.
2000년 9월 2일 조선민주주의인민공화국으로 송환되어 조국통일상을 받았다. 2003년에는 나이 78세에 언어학 박사학위를 받았다. 박사학위 논문은 김중종이 감옥에 있는 동안 연구한 고대 한국어 단어의 어원과 관련된 것으로, 대한민국에서도 연구 결과의 일부가 서적으로 출판되었다.

## 같이 보기
- 박헌영 리승엽 간첩 사건
- 간첩 황태성 사건

## 참고자료
- 김동기 외 14인 (2003). 〈혁명가의 인생에는 공백이 없어야 한다 (김중종)〉. 《신념과 의지의 강자들 -  비전향 장기수들의 수기 5》. 평양: 평양출판사.
- 함보현 (2006년 9월 1일). “북송된 ‘비전향장기수’들… 어떻게 살고있을까”. 한겨레 (연합뉴스 인용). 2008년 4월 10일에 확인함.